# Bretzel d'or
Le Bretzel d'or est une distinction décernée chaque année par l'Institut des arts et traditions populaires d'Alsace (IATPA) – créé en 1976 par Germain Muller –, à des personnes physiques ou morales contribuant de manière remarquable à la défense et à l'illustration des arts et traditions populaires de la région. La distinction suprême est le « Grand bretzel d'or ». 
L'association est présidée, depuis 2022, par Bernard Kuentz, ancien bretzelisé en 2018 et ex-directeur de la Maison de l'Alsace, à Paris. Il a remplacé Jean-Marie Vetter. 
La cérémonie se déroule tantôt dans le Bas-Rhin, tantôt dans le Haut-Rhin, et peut rassembler jusqu'à 1 000 personnes.

## Lauréats du Grand Bretzel d'or
- 2024: Marc Haeberlin, Thierry Omeyer, Claudio Capéo, Raymond-Emile Weydlich, Léonard Humbrecht vigneron, Jean-Jacques Erny sculpteur et ébeniste d'art, Annabelle Kraemer-Lecointre enseignante et scientifique[4].
- 2023 : Alain Beretz : ancien président de l’université de Strasbourg, Daniel Baal, Jean-Luc Hoffmann Président de la Chambre des métiers d'Alsace, Rémy Bricka, Serge Schaal et Nicolas Stamm-Corby restaurateurs étoilés, Eric Zipper président de Corps mondial de Secours[5].
- 2017 : Raphaël Goetter. Catégorie "Nouvelles Technologies"[6]
- 2016 : Société Martin Schongauer : Museumskündeverein
- 2015 : Jean-Marc Schaffner : Ferronnerie d'art
- 2014 : Association culturelle les amis de l'Alsace de Bâle. Rayonnement de l'Alsace hors des limites régionales[7]
- 2013 : Antoinette Pflimlin. Rayonnement de Strasbourg comme Capitale européenne
- 2012 : 
  - Ville de Turckheim. Pour la tradition du veilleur de nuit
  - Patrick Hetzel. Catégorie "Économie"
  - Gérard Pfister. Écrivain, poète et éditeur
- 2011 : 
  - Famille Schmitter. CroisiEurope ; Dynamisme économique
  - Groupe de rock Weepers Circus.
- 2010 :
  - Dominique Formhals. Aquatique Show International
  - Gabriel Schoettel. Écrivain
- 2009 : 
  - Comité des fêtes de Ribeauvillé. Pfiferdaj, fête des ménétriers
  - Edgar Zeidler. Pour sa promotion de la langue et de la culture alsaciennes
- 2008 : Pierre et Cathy Meyer (Royal Palace). Spectacle de Music Hall prix de la région Alsace
- 2007 :
  - Michel Hausser. Musicien et professeur de musique
  - Jean-Marie Sander. Prix de la région Alsace
- 2006 :
  - Confrérie Saint-Étienne de Kientzheim. Le vignoble alsacien
  - Festival Summerlied. Pour son apport à la diffusion de la culture régionale
- 2005 : Robert Lohr. Dynamisme économique
- 2004 : Raymond Oberlé. Histoire et tradition d'Alsace. Professeur d'histoire à l'université de Haute-Alsace
- 2003 : Camille Claus. Peinture, dessin
- 2002 : 
  - Bernard Deck. Pour sa promotion du patrimoine linguistique
  - Marthe Philipp. Professeur d'allemand à l'université de Strasbourg
- 2001 : Claude Lapointe. Dessinateur illustrateur
- 2000 : Paul Meyer. Soliste et chef d'orchestre
- 1994 : Jacques-Henry Gros. Président d'honneur de la chambre de commerce et d'industrie de Mulhouse
- 1993 : Claude Vigée. Poète, professeur émérite de littérature française à l'université hébraïque de Jérusalem
- 1992 : 
  - Georges Kempf. Écrivain, pour son œuvre "Das Fest der Begegnung".
  - Jean-Marie Lehn. Professeur de chimie l'université Louis-Pasteur ; Prix Nobel de chimie 1987
- 1991 : Philippe Dollinger. A consacré sa vie et sa carrière au service de l'histoire d'Alsace
- 1990 : Léon Beyer. Véritable ambassadeur des vins d'Alsace
- 1989 : Marcel Marceau. Mime
- 1988 : Paul Haeberlin. Chef cuisinier le plus titré d'Alsace. Auberge de l'Ill
- 1987 : 
  - Lucien Baumann. Poète et homme de lettres.
  - Joseph Rey. Maire honoraire de Colmar, champion de l'identité alsacienne et de l'idée européenne
- 1986 : 
  - Dinah Faust. Actrice, animatrice culturelle FR3 Alsace et revue Barabli
  - Yvonne Haller. Restauratrice et figure emblématique de la gastronomie strasbourgeoise
- 1985 : Madeleine Horst. Femme de lettres traductrice d'œuvres littéraires et philosophiques
- 1984 : 
  - Groupe de musique Rhinwagges.
  - Alice Bommer. Photographe.
  - Alfred Kastler. Prix Nobel de physique (1966)
- 1983 : Pierre Pflimlin. Ancien maire de Strasbourg
- 1982 : 
  - Alfred Kern. Facteur d'orgues
  - Sylvie Reff. Poétesse
- 1981 : Jean Egen. Journaliste, essayiste, romancier de langue française[8]
- 1980 : Tomi Ungerer. Dessinateur sculpteur domicilié en Irlande
- 1979 :
  - Henri Mertz. Instituteur et poète alsacien, Lembach
  - Auguste Wackenheim. Médecin, professeur, écrivain et poète
- 1978 :
  - Marguerite Thiébold. Écrivaine et poétesse
  - André Weckmann. Professeur d'allemand, poète et écrivain trilingue Strasbourg, originaire de Steinbourg[9]
- 1977 : Nathan Katz. Poète, Sundgau
- 1976 : Georges Holderith. Inspecteur général d'allemand ministère de l'Éducation nationale